# 利特爾納什維爾 (阿拉巴馬州)
利特爾納什維爾（英語：Little Nashville）是一個位於美國阿拉巴馬州傑克遜縣的鬼鎮。由於此地已於1850年代被荒廢，本地已無人居住。

## 地理
利特爾納什維爾的座標為34°45′10″N 86°13′52″W / 34.75277°N 86.23111°W，而該地的平均海拔高度為190米（即630英尺）。